# Елса (Тексас)
Елса (енгл. Elsa) град је у америчкој савезној држави Тексас. По попису становништва из 2010. у њему је живело 5.660 становника.

## Демографија
Према попису становништва из 2010. у граду је живело 5.660 становника, што је 111 (2,0%) становника више него 2000. године.
| Група             | 2000.         | 2010.         |
| Белци             | 142 (2,6%)    | 112 (2,0%)    |
| Афроамериканци    | 19 (0,3%)     | 43 (0,8%)     |
| Азијати           | 3 (0,1%)      | 3 (0,1%)      |
| Хиспаноамериканци | 5.398 (97,3%) | 5.535 (97,8%) |
| Укупно            | 5.549         | 5.660         |